# Moscow International Business Center
Il Moscow International Business Center o MIBC (in russo Московский международный деловой центр?, Moskovskij meždunarodnyj delovoj centr), conosciuto anche come Moskva-City (in russo Москва-Сити?), Moscow-City, o Crystal Island, è un quartiere d'affari situato nella città di Mosca all'interno del quartiere Presnenskij, a circa 4,5 km in linea d'aria dalla Piazza Rossa.

## Storia
Il Moscow International Business Center comprendente 15 grattacieli per una vera e propria nuova città direzionale ed è stato elaborato a partire dal 1992 da Norman Foster. I lavori di costruzione sono iniziati solamente nel 1997 e sono ancora in corso. Il costo totale del progetto è stimato in 12 miliardi di dollari. Il progetto occupa un'area di 60 ettari e si trova appena ad est della terza circonvallazione all'estremità occidentale del distretto di Presnenskij, nel distretto amministrativo centrale. Il complesso è un importante centro finanziario in Europa e ospita il maggior numero di grattacieli del continente. Il governo di Mosca concepì per la prima volta il progetto come uno sviluppo misto di strutture destinate ad uffici, appartamenti, attività commerciali e di intrattenimento.
Prima dell'inizio della costruzione, l'area era una cava di pietra e una zona industriale, dove la maggior parte degli edifici costruiti erano vecchie fabbriche chiuse o abbandonate. Per supervisionare la creazione e lo sviluppo iniziale del progetto, sempre nel 1992 è stata creata una società per azioni di nome CITY, ricoprendo anche i ruoli di appaltatore generale e sia locatore che locatore. La responsabilità generale della pianificazione architettonica e del design appartiene allo studio di architettura n.6, che fa parte del grande studio di Mosca Mosproject-2 intitolato a Mikhail Vasilyevich Posokhin. Questo gruppo, guidato da Gennady Lvovich Sirota, l'architetto capo, ha il compito di supervisionare la progettazione del complesso nel suo insieme e concordare i dettagli dei singoli progetti. Ogni lotto edificabile ha il suo investitore e architetto. Entro il 2014, il volume degli investimenti nella città di Moscova era di circa 12 miliardi di dollari. Nel 2016 erano già state costruite dodici delle ventitré strutture previste, sette edifici erano in costruzione e quattro erano in fase di progettazione.

## Zone

Mappa del Centro di affari internazionali di Mosca (CAIM)

- Zona 0 - Torre 2000 e ponte di Bagration
- Zona 1 - One Tower
- Zone 2,3 - Torre Evoluzione (RMJM, 2014)
- Zona 4 - Torre Imperia (NBBJ, 2011)
- Zona 5 - Expocentre
- Zona 6,7,8 - Nucleo centrale (Centro commerciale e stazioni della metropolitana)
- Zona 9 - Città delle Capitali (NBBJ, 2009)
- Zona 10 - Torri Naberezhnaja (RTKL & ENKA, 2007)
- Zona 11 - IQ-quarter
- Zona 12 - Torre Eurasia (Swanke Hayden Connell Architects, 2014)
- Zona 13 - Torri Federaciya: Vostok (Oriente) e Zapad (Occidente), di Sergei Tchoban e Peter Schweger, 2014
- Zona 14 - Mercury City Tower (Mikhail M. Posokhin, Frank Williams e Gennadiy Lvovich Sirota, 2013)
- Zona 15 - Grand Tower
- Zona 16 - OKO Tower
- Zona 18 - Torre Pinacci-Vitacci (G. Merelli, A. P. Grotto)
- Zona 19 - Torre Nord (Strabag SE, 2007)
- Zona 20 - Complesso multifunzionale
- Zona 21 - Complesso "Yuri Dolgoruky"